# 馬爾他—葡萄牙關係
马耳他-葡萄牙关系是马耳他和葡萄牙之间的外交关系。马耳他在里斯本设有大使馆，在阿尔加维、亚速尔群岛、里斯本和波尔图设有4个名誉领事馆。葡萄牙在瓦莱塔有大使馆和名誉领事馆。这两个国家都是欧洲联盟和地中海联盟的正式成员。

## 国事访问
马耳他总统埃迪·芬内克·阿达米于2008年11月11日至11日访问了葡萄牙。2009年6月，阿达米总统对葡萄牙进行了为期两天的国事访问。访问期间，他与葡萄牙总统阿尼巴尔·卡瓦科·席尔瓦、总理若瑟·苏格拉底和议会议长伽马举行了会谈。

## 贸易
2007年，葡萄牙驻马耳他大使安东尼奥•鲁索•迪亚斯表示:“我认为，葡萄牙现在担任欧盟轮值主席国，这一事实不会成为改善马耳他与葡萄牙之间贸易和经济联系的一个因素。”然而，随着最近在各自国家开设大使馆，有一个改善这些关系的双边计划，所以，是的，肯定有改善关系的意愿。通过担任欧盟轮值主席国，人们可能对葡萄牙有了更多的了解，但这并不是直接的联系，至少在我看来是这样。”葡萄牙的银行Banif银行于2008年在马耳他开设了第一家分行，并预计将“在5年内增设至多25家分行，并获得10%的市场份额”。

## 外交关系
鲁索·迪亚斯是葡萄牙首任驻马耳他大使，于2008年9月卸任。马耳他总理劳伦斯·贡齐表示，在他的努力下，两国关系达到前所未有的水平。
2008年6月，马耳他驻葡萄牙大使萨尔夫·斯泰利尼对葡萄牙总统阿尼巴尔·卡瓦科·席尔瓦进行了最后一次拜访，结束了他作为马耳他驻里斯本大使的任期。卡瓦科·席尔瓦感谢斯泰利尼对在马耳他设立葡萄牙大使馆的支持，并授予他为葡萄牙勋章。
2017年4月11日，葡萄牙新任驻马耳他大使特列斯在瓦莱塔会见了马耳他总统玛丽·路易斯·科勒略·普雷卡，向她递交了国书，并就双边关系进行了讨论。